# Alastore (divinità)
Alastore (in greco antico: Ἀλάστωρ?, Alàstor) è una figura della mitologia greca e corrisponde alla personificazione della vendetta e delle lotte familiari ed è stato associato anche con i peccati che si tramandano dal padre al figlio.

Come un genio o uno spirito della casata nella mitologia romana, ha spesso incitato le persone ad uccidere o a compiere altri peccati.
In origine era un mortale, figlio di Neleo il re di Pilo, fu poi abbassato di grado a demone minore dopo che Eracle uccise lui e i suoi fratelli.

## Influenza culturale
Alastor è il nome del cavallo di Filippo II di Macedonia, il grande condottiero padre di Alessandro Magno. Celeberrimo per la sua bellezza, indomabilità e velocità, il cavallo venne chiamato così proprio a causa delle sue caratteristiche che ricordavano quelle del temuto spirito della mitologia classica.
Nella demonologia cristiana, Alastor diventa il capo esecutore del re dell'inferno. È citato nel Dizionario infernale di Jacques Collin de Plancy.